# Taverna rossa
Taverna rossa (conosciuto anche con il titolo Uno + uno = uno) è un film del 1940 diretto da Max Neufeld.

## Trama
La giovane Susanna, incuriosita, una sera entra da sola nel night club "La taverna rossa" per incontrare alcuni amici. Nell'attesa si siede da sola e si accorge della presenza del padre, che non accetterebbe mai la sua presenza in un luogo del genere alla sua età. Si avvicina immediatamente ad un vicino di tavolo, Carlo, solo come lei, chiedendogli di fingere di essere il suo accompagnatore. Il giovane accetta subito.
Per mantenere l'anonimato, Susanna si inventa di essere la moglie di un conte, il cui biglietto da visita ha trovato sul tavolo, senza sapere che il proprietario del biglietto è proprio il suo momentaneo cavaliere.
Susanna accetta poi di seguire Carlo in un appartamento, che lui vorrebbe svaligiare in sua presenza.
Dopo una serie di contrattempi ed equivoci, due giorni dopo, Susanna scopre la verità e sposerà Carlo.

## La critica
Giuseppe Isani in Cinema del 25 febbraio 1940: «È un vero peccato vedere Alida Valli, che compie sforzi più grandi di lei per assumere toni che non le si adattino o che per lo meno non possono adattarsi data l'impostazione generale del lavoro».

## Produzione
Pellicola prodotta da Carlo Della Posta per conto dell'Italcine e distribuito nelle sale dalla DELFI-ICI nel gennaio 1940.